# Iwanka Wenkowa
Iwanka Wenkowa (bulgarisch Иванка Венкова, englisch Ivanka Venkova; * 3. November 1952 in Stara Sagora) ist eine ehemalige bulgarische Leichtathletin, die sich auf den Sprint spezialisiert hat.

## Sportliche Laufbahn
Erste internationale Erfahrungen sammelte Iwanka Wenkowa vermutlich im Jahr 1969, als sie bei den Europameisterschaften in Athen über 100 und 200 Meter mit 12,6 s und 25,1 s jeweils in der ersten Runde ausschied. Zudem gewann sie bei den Balkanspielen in Sofia in 24,5 s die Silbermedaille im 200-Meter-Lauf hinter der Rumänin Mariana Goth und sicherte sich mit der bulgarischen 4-mal-100-Meter-Staffel in 46,6 s die Silbermedaille hinter dem rumänischen Team. Im Jahr darauf siegte sie bei den Balkanspielen in Bukarest mit neuem Landesrekord von 23,9 s über 200 Meter und siegte in 45,9 s auch im Staffelbewerb. Zudem belegte sie bei den Junioreneuropameisterschaften in Paris mit 4395 Punkten den vierten Platz im Fünfkampf. Zudem belegte sie dort mit der bulgarischen 4-mal-100-Meter-Staffel in 47,41 s den sechsten Platz. 1971 gewann sie bei den Halleneuropameisterschaften in Sofia mit der 4-mal-200-Meter-Staffel in 1:39,7 min gemeinsam mit Iwanka Koschnitscharska, Sofka Popowa und Monka Bobtschewa die Bronzemedaille hinter den Teams aus der Sowjetunion und der Bundesrepublik Deutschland. Im August verpasste sie dann bei den Freiluft-Europameisterschaften in Helsinki mit 3:43,3 min den Finaleinzug in der 4-mal-400-Meter-Staffel. Zudem gewann sie bei den Balkanspielen in Zagreb mit der 4-mal-100-Meter-Staffel in 46,2 s die Silbermedaille hinter dem rumänischen Team. Im Jahr darauf nahm sie mit der 4-mal-100-Meter-Staffel an den Olympischen Sommerspielen in München teil und kam dort mit 43,95 s nicht über den Vorlauf hinaus. 1973 gewann sie bei den Balkanspielen in Piräus in 45,81 s die Silbermedaille mit der Staffel hinter dem Team aus Jugoslawien und im Jahr darauf gewann sie bei den Balkanspiele 1974 in Sofia in 45,57 s ebenfalls die Silbermedaille hinter Jugoslawien. Zumindest 1981 bestritt sie einen weiteren internationalen Wettkampf, ehe sie im Jahr darauf bei den Balkanspielen in 11,90 s die Bronzemedaille im 100-Meter-Lauf hinter der Rumänin Natalia Caraiosifoglu und ihrer Landsfrau Liljana Panajotowa-Iwanowa gewann und sowohl mit der 4-mal-100- als auch mit der 4-mal-400-Meter-Staffel jeweils die Silbermedaille gewann.
1971 wurde Wenkowa bulgarische Meisterin im 200-Meter-Lauf sowie 1981 im 400-Meter-Lauf und im Weitsprung.

## Persönliche Bestleistungen
- 100 Meter: 11,27 s (+2,0 m/s), 6. Juni 1981 in Sofia
- 200 Meter: ?
- 400 Meter: 53,11 s, 15. August 1981 in Zagreb
- Fünfkampf: 4395 Punkte, 13. September 1970 in Paris